# Cyril M. Kornbluth
Cyril M. Kornbluth, född 23 juli 1923 i New York, död 21 mars 1958 i Levittown, Nassau County, New York, var en amerikansk science fiction-författare. Han var medlem av Futurians.
Han skrev ett flertal romaner och noveller tillsammans med Frederik Pohl. Initialen M i Cyril M. Kornbluth är tagen från hans hustrus förnamn Mary.

## Böcker utgivna på svenska
- Venus är vår!, Stockholm : FIB, 1960, ISBN 91-7228-162-6.
- Nattens fångar, Jönköping : Kindbergs förlag, 1980, ISBN 91-85668-25-7.
- Syndikatet - revolt i framtiden, Stockholm : Laissez faire, 1984, ISBN 91-7648-017-8.